# Aurotipula clara
Aurotipula clara är en tvåvingeart som först beskrevs av Kirby 1884.  Aurotipula clara ingår i släktet Aurotipula och familjen storharkrankar. Inga underarter finns listade i Catalogue of Life.